# The Little Woolen Shoe
The Little Woolen Shoe è un cortometraggio muto del 1912 diretto da Bannister Merwin che ne firma anche la sceneggiatura.

## Produzione
Il film fu prodotto dalla Edison Company.

## Distribuzione
Distribuito dalla General Film Company, il film - un cortometraggio in una bobina - uscì nelle sale cinematografiche statunitensi il 23 aprile 1912.